# NRARP
NRARP (англ. NOTCH regulated ankyrin repeat protein) – білок, який кодується однойменним геном, розташованим у людей на 9-й хромосомі. Довжина поліпептидного ланцюга білка становить 114 амінокислот, а молекулярна маса — 12 492.
| 10         |  | 20         |  | 30         |  | 40         |  | 50         |
| ---------- |  | ---------- |  | ---------- |  | ---------- |  | ---------- |
| MSQAELSTCS |  | APQTQRIFQE |  | AVRKGNTQEL |  | QSLLQNMTNC |  | EFNVNSFGPE |
| GQTALHQSVI |  | DGNLELVKLL |  | VKFGADIRLA |  | NRDGWSALHI |  | AAFGGHQDIV |
| LYLITKAKYA |  | ASGR       |  |            |  |            |  |            |

A: Аланін

C: Цистеїн

D: Аспарагінова кислота

E: Глутамінова кислота

F: Фенілаланін

G: Гліцин

H: Гістидин

I: Ізолейцин

K: Лізин

L: Лейцин

M: Метіонін

N: Аспарагін

P: Пролін

Q: Глутамін

R: Аргінін

S: Серин

T: Треонін

V: Валін

W: Триптофан

Кодований геном білок за функцією належить до білків розвитку. 